# Ялуторовский уезд

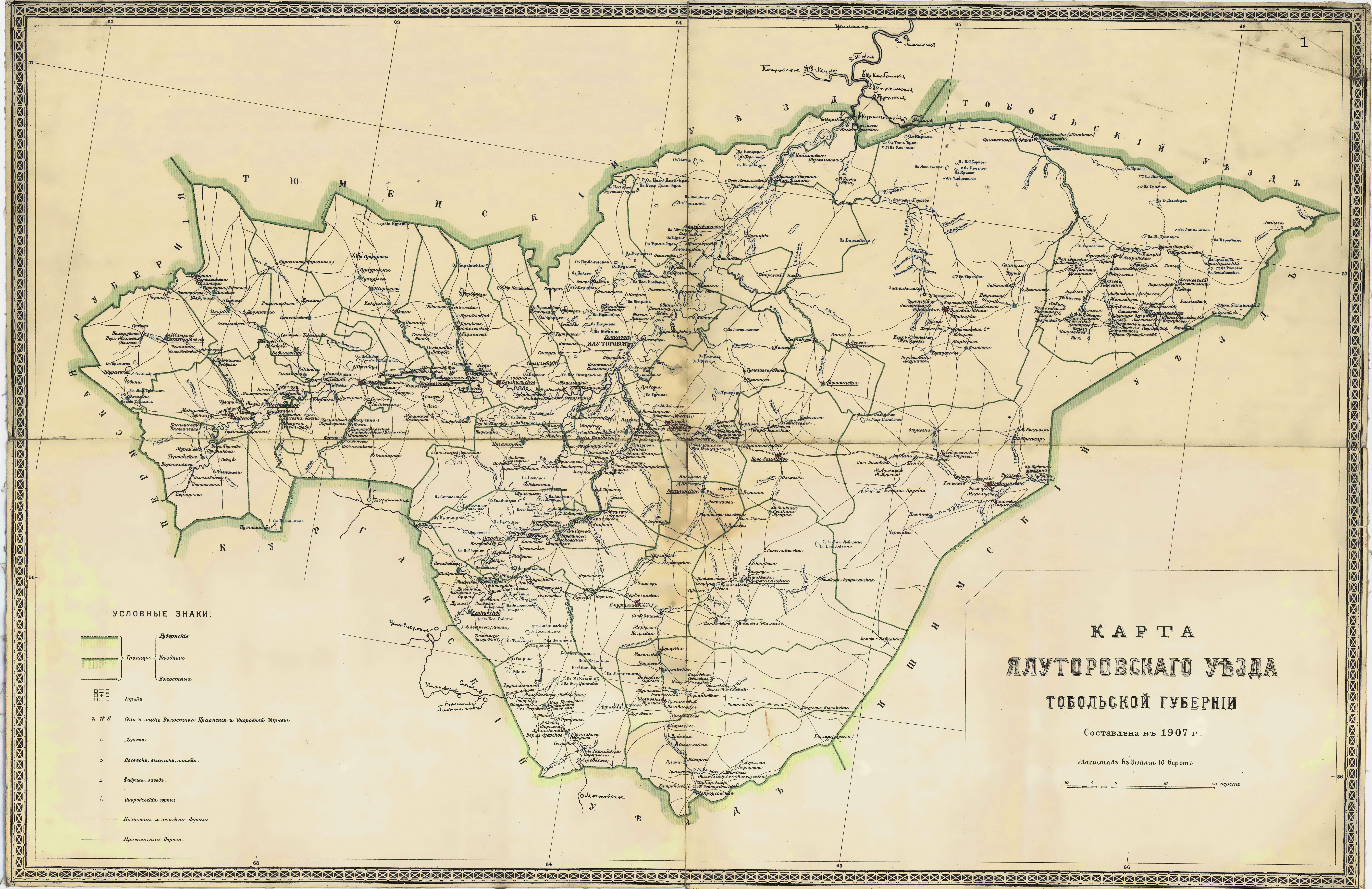
Ялуторовский уезд, 1907

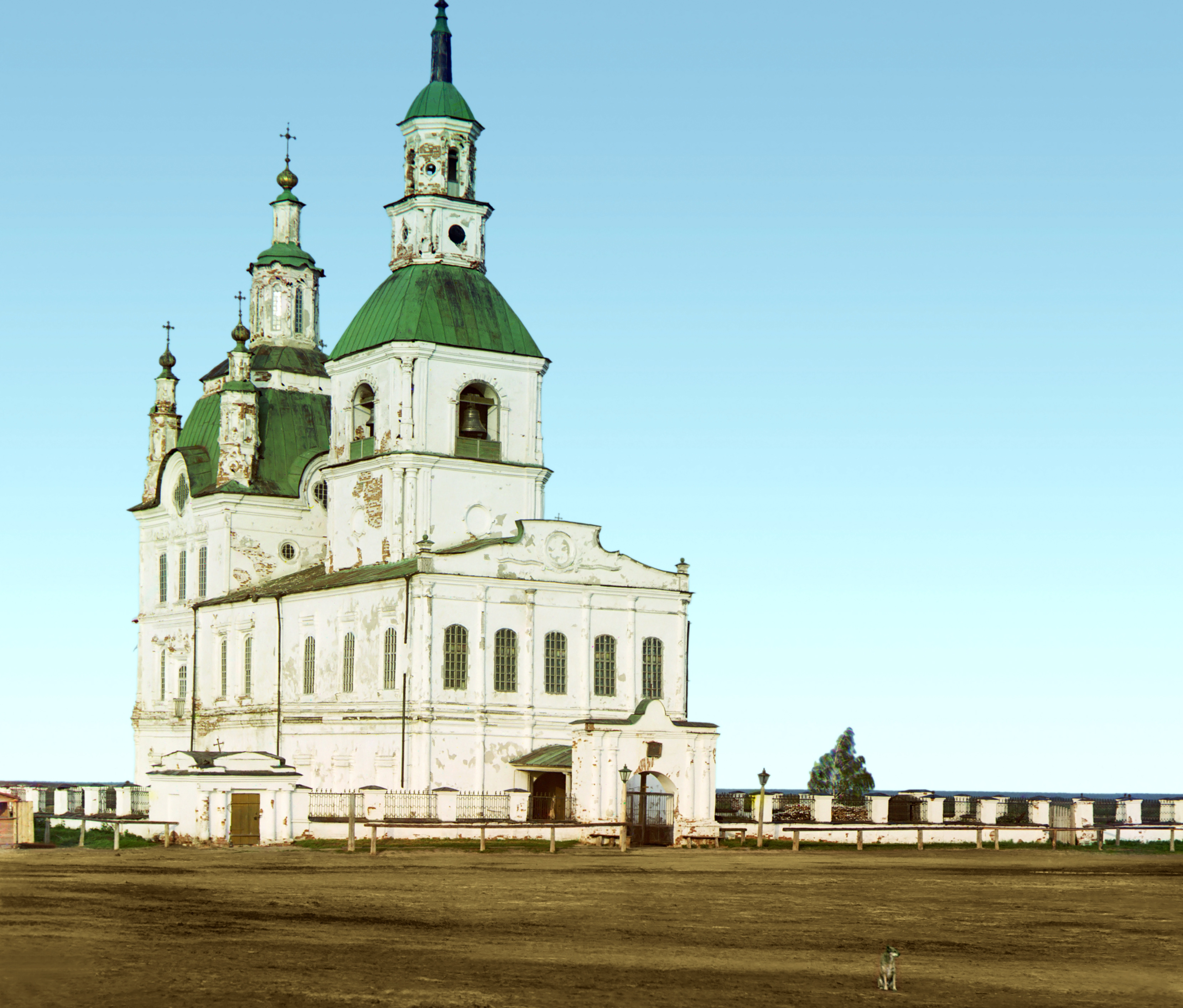
Сретенский кафедральный собор, Ялуторовск, 1912. Фото Сергея Прокудина-Горского.

Ялу́торовский уе́зд — административная единица Тобольской губернии Российской империи, затем Тюменской губернии РСФСР. Уездный город — Ялуторовск.

## История
Образован в 1782 году в составе Тобольской области Тобольского наместничества. С 1796 года — в Тобольской губернии. С 1796 по 1898 годы назывался Ялуторовским округом.
По состоянию на 1781—1784 годы в состав уезда входили следующие населённые пункты и территории:
- Переданные из прежнего ведомства Ялуторовского дистрикта: г. Ялуторовск (Ялуторовский острог; 56 деревень), Суерский острог (35 деревень), Емуртлинская слобода (9 деревень).
- Слободы, переданные из Уфимской губернии Исецкой провинции: Бешкилская (8 деревень), Ингалинская (3 деревни), Терсютская (23 деревни), Исецкий пригород (49 деревень), Красногорский острог (16 деревень).
- Заимки: Архангельская (6 деревень), Коцкая (6 деревень), Рафаиловская (6 деревень).
- Деревни, переданные из Тюменского уезда: Сунгурова, Горбуниха, Илимина, село Ирюмское, 7 татарских деревень.
- Переданные из Тобольского уезда: Агарацкий станец (14 деревень), Юргинский погост и деревня Сунгурова, Николаевская заимка (4 деревни), 2 татарские деревни.

### В составеТюменской губернииРСФСР
В 1919 году в результате преобразования Тобольской губернии уезд оказался в составе Тюменской губернии РСФСР. Уезд Тюменской губернии РСФСР к началу 1919 года включал 44 волости.
Упразднён постановлениями ВЦИК от 3 и 12 ноября 1923 года. Территория вошла в состав Тюменского и Курганского округов Уральской области.

## Административное деление
В 1913 году в состав уезда входило 34 волости:
| - Авазбакеевская (инородская) - Архангельская - Бигелинская - Бобылевская - Боровинская - Верхне-Бешкильская - Верх-Суерская - Голопуповская - Емуртлинская - Заводоуковская | - Ивановская - Ингалинская - Исетская - Кизакская - Кодская - Коркинская - Красногорская - Лыбаевская - Мокроусовская - Мостовская | - Новозаимская - Омутинская - Плетнёвская - Пятковская - Саламатовская - Сингульская - Слободо-Бишкильская - Суерская - Терсюкская - Томиловская | - Упоровская - Шатровская - Шороховская - Юргинская |